# Premi Oscar 1985
La 57ª edizione della cerimonia di premiazione dei Premi Oscar si è tenuta il 25 marzo 1985 a Los Angeles, al Dorothy Chandler Pavilion, presentata dall'attore statunitense Jack Lemmon.

## Vincitori e candidati
Vengono di seguito indicati in grassetto i vincitori. Ove ricorrente e disponibile, viene indicato il titolo in lingua italiana e quello in lingua originale tra parentesi.

### Miglior film
- Amadeus, regia di Miloš Forman
- Urla del silenzio (The Killing Fields), regia di Roland Joffé
- Passaggio in India (A Passage to India), regia di David Lean
- Le stagioni del cuore (Places in the Heart), regia di Robert Benton
- Storia di un soldato (A Soldier's Story), regia di Norman Jewison

### Miglior regia
- Miloš Forman - Amadeus
- Woody Allen - Broadway Danny Rose
- Roland Joffé - Urla del silenzio (The Killing Fields)
- David Lean - Passaggio in India (A Passage to India)
- Robert Benton - Le stagioni del cuore (Places in the Heart)

### Miglior attore protagonista
- F. Murray Abraham - Amadeus
- Jeff Bridges - Starman
- Albert Finney - Sotto il vulcano (Under the Volcano)
- Tom Hulce - Amadeus
- Sam Waterston - Urla del silenzio (The Killing Fields)

### Migliore attrice protagonista
- Sally Field - Le stagioni del cuore (Places in the Heart)
- Judy Davis - Passaggio in India (A Passage to India)
- Jessica Lange - Country
- Vanessa Redgrave - I bostoniani (The Bostonians)
- Sissy Spacek - Il fiume dell'ira (The River)

### Miglior attore non protagonista
- Haing S. Ngor - Urla del silenzio (The Killing Fields)
- Adolph Caesar - Storia di un soldato (A Soldier's Story)
- John Malkovich - Le stagioni del cuore (Places in the Heart)
- Pat Morita - Per vincere domani - The Karate Kid (The Karate Kid)
- Ralph Richardson - Greystoke - La leggenda di Tarzan, il signore delle scimmie (Greystoke: The Legend of Tarzan, Lord of the Apes)

### Migliore attrice non protagonista
- Peggy Ashcroft - Passaggio in India (A Passage to India)
- Glenn Close - Il migliore (The Natural)
- Lindsay Crouse - Le stagioni del cuore (Places in the Heart)
- Christine Lahti - Swing Shift - Tempo di swing (Swing Shift)
- Geraldine Page - Il Papa del Greenwich Village (The Pope of Greenwich Village)

### Miglior sceneggiatura non originale
- Peter Shaffer - Amadeus
- P.H. Vazak e Michael Austin- Greystoke - La leggenda di Tarzan, il signore delle scimmie (Greystoke: The Legend of Tarzan, Lord of the Apes)
- Bruce Robinson - Urla del silenzio (The Killing Fields)
- David Lean - Passaggio in India (A Passage to India)
- Charles Fuller - Storia di un soldato (A Soldier's Story)

### Miglior sceneggiatura originale
- Robert Benton - Le stagioni del cuore (Places in the Heart)
- Daniel Petri Jr. e Danilo Bach - Beverly Hills Cop - Un piedipiatti a Beverly Hills (Beverly Hills Cop)
- Gregory Nava e Anna Thomas - El Norte
- Lowell Ganz,  Babaloo Mandel, Bruce Jay Friedman e Brian Grazer - Splash - Una sirena a Manhattan (Splash)
- Woody Allen - Broadway Danny Rose

### Miglior film straniero
- Mosse pericolose (La diagonale du fou), regia di Richard Dembo (Svizzera)
- Oltre le sbarre (Me'Ahorei Hasoragim), regia di Uri Barbash (Israele)
- Camilla - Un amore proibito (Camila), regia di María Luisa Bemberg (Argentina)
- Sesión continua, regia di José Luis Garci (Spagna)
- Romanzo del tempo di guerra (Voenno-polevoy roman), regia di Pyotr Todorovsky (Unione Sovietica)

### Miglior fotografia
- Chris Menges - Urla del silenzio (The Killing Fields)
- Miroslav Ondříček - Amadeus
- Caleb Deschanel - Il migliore (The Natural)
- Ernest Day - Passaggio in India (A Passage to India)
- Vilmos Zsigmond - Il fiume dell'ira (The River)

### Miglior scenografia
- Patrizia von Brandenstein e Karel Černý - Amadeus
- Richard Sylbert, George Gaines e Les Bloom - Cotton Club (The Cotton Club)
- Angelo Graham, Mel Bourne, James J. Murakami, Speed Hopkins e Bruce Weintraub - Il migliore (The Natural)
- John Box,  Leslie Tomkins e Hugh Scaife - Passaggio in India (A Passage to India)
- Albert Brenner e Rick Simpson - 2010 - L'anno del contatto (2010)

### Migliori costumi
- Theodor Pištěk - Amadeus
- Jenny Beavan e John Bright - I bostoniani (The Bostonians)
- Judy Moorcroft - Passaggio in India (A Passage to India)
- Ann Roth - Le stagioni del cuore (Places in the Heart)
- Patricia Norris - 2010 - L'anno del contatto (2010)

### Miglior trucco
- Paul LeBlanc e Dick Smith - Amadeus
- Rick Baker e Paul Engelen - Greystoke - La leggenda di Tarzan, il signore delle scimmie (Greystoke: The Legend of Tarzan, Lord of the Apes)
- Michael G. Westmore - 2010 - L'anno del contatto (2010)

### Migliori effetti speciali
- Dennis Muren, Michael McAlister, Lorne Peterson e George Gibbs - Indiana Jones e il tempio maledetto (Indiana Jones and the Temple of Doom)
- Richard Edlund, John Bruno, Mark Vargo e Chuck Gaspar - Ghostbusters - Acchiappafantasmi (Ghostbusters)
- Richard Edlund, Neil Krepela, George Jenson e Mark Stetson - 2010 - L'anno del contatto (2010)

### Miglior montaggio
- Jim Clark - Urla del silenzio (The Killing Fields)
- Nena Danevic e Michael Chandler - Amadeus
- Barry Malkin e Robert Q. Lovett - Cotton Club (The Cotton Club)
- David Lean - Passaggio in India (A Passage to India)
- Donn Cambern e Frank Morriss - All'inseguimento della pietra verde (Romancing the Stone)

### Miglior sonoro
- Mark Berger, Tom Scott, Todd Boekelheide e Chris Newman - Amadeus
- Bill Varney, Steve Maslow, Kevin O'Connell e Nelson Stoll - Dune
- Graham V. Hartstone, Nicolas Le Messurier, Michael A. Carter e John Mitchell - Passaggio in India (A Passage to India)
- Nick Alphin, Robert Thirlwell, Richard Portman e David Ronne - Il fiume dell'ira (The River)
- Michael J. Kohut, Aaron Rochin, Carlos De Larios e Gene S. Cantamessa - 2010 - L'anno del contatto (2010)

### Migliore colonna sonora
- Originale con canzoni
  - Prince - Purple Rain
  - Jeff Moss - I Muppet alla conquista di Broadway (The Muppets Take Manhattan)
  - Kris Kristofferson - Songwriter - Successo alle stelle (Songwriter)
- Originale
  - Maurice Jarre - Passaggio in India (A Passage to India)
  - John Williams - Indiana Jones e il tempio maledetto (Indiana Jones and the Temple of Doom)
  - Randy Newman - Il migliore (The Natural)
  - John Williams - Il fiume dell'ira (The River)
  - Alex North - Sotto il vulcano (Under the Volcano)

### Miglior canzone
- I Just Called to Say I Love You, musica e testo di Stevie Wonder - La signora in rosso (The Woman in Red)
- Against All Odds (Take a Look at Me Now), musica e testo di Phil Collins - Due vite in gioco (Against All Odds)
- Footloose, musica e testo di Kenny Loggins e Dean Pitchford - Footloose
- Ghostbusters, musica e testo di Ray Parker Jr. - Ghostbusters - Acchiappafantasmi (Ghostbusters)
- Let's Hear It for the Boy, musica e testo di Tom Snow e Dean Pitchford - Footloose

### Miglior documentario
- The Times of Harvey Milk, regia di Rob Epstein
- High Schools, regia di Charles Guggenheim e Nancy Sloss
- In the Name of the People, regia di Frank Christopher
- Marlene (Marlene Dietrich - Porträt eines mythos), regia di Maximilian Schell
- Streetwise, regia di Martin Bell

### Miglior cortometraggio
- Up, regia di Mike Hoover e Tim Huntley
- The Painted Door, regia di Bruce Pittman
- Tales of Meeting and Parting, regia di Lesli Linka Glatter

### Miglior cortometraggio documentario
- The Stone Carvers, regia di Marjorie Hunt e Paul Wagner
- The Children of Soong Ching Ling, regia di Gary Bush e Paul T.K. Lin
- Code Gray: Ethical Dilemmas in Nursing, regia di Ben Achtenberg e Joan Sawyer
- The Garden of Eden, regia di Roger M. Sherman
- Recollections of Pavlovsk, regia di Irina Kalinina

### Miglior cortometraggio d'animazione
- Charade, regia di John Minnis
- Doctor De Soto, regia di Michael Sporn
- Paradise , regia di Ishu Patel

## Premi speciali

### Premio alla carriera
- James Stewart per i suoi cinquant'anni di memorabili interpretazioni. Per i suoi alti ideali fuori e dentro lo schermo. Con il rispetto e l'affetto dei suoi colleghi.
- National Endowment for the Arts in riconoscimento del suo 20º anniversario e dell'impegno dedicato a coltivare l'attività artistica e creativa in ogni campo delle arti.

### Premio umanitario Jean Hersholt
- David L. Wolper

### Premio Special Achievement
- Kay Rose - Il fiume dell'ira (The River) - montaggio degli effetti sonori